# هان جونغ-وو
هان جونغ-وو (هانغل: 한종우) هو لاعب كرة قدم كوري جنوبي في مركز الوسط، ولد في 17 مارس 1986 في كوريا الجنوبية. لعب مع جونبك هيونداي موتورز.

## وصلات خارجية
- هان جونغ-وو على موقع دوري كوريا الجنوبية (الإنجليزية)
- هان جونغ-وو على موقع قاعدة بيانات كرة القدم.إي يو (الإنجليزية)
- هان جونغ-وو على موقع Soccerway.com (الإنجليزية)